# 以賽亞·傑克森
以賽亞·傑克森（2002年1月10日—）生於密西根州龐帝亞克市，是一名美國男子籃球運動員，就讀於肯塔基大學，他曾在2021年參加NBA選秀，結果被洛杉磯湖人選中，交易至印第安納溜馬。